# Ormosia burneyana
Ormosia burneyana är en tvåvingeart som beskrevs av Alexander 1964. Ormosia burneyana ingår i släktet Ormosia och familjen småharkrankar. Inga underarter finns listade i Catalogue of Life.